# Arnold S. Caplin
Arnold S. „Arnie“ Caplin (* 8. Mai 1929 in Brooklyn, New York City; † 25. Dezember 2009 in Pittsfield, Massachusetts) war ein US-amerikanischer Musikproduzent.
Vor allem bekannt geworden ist er als Gründer und (früherer) Betreiber der in den 1960er und 1970er Jahren einflussreichen, auf Ragtime-, Jazz-, Blues- und Country-Wiederveröffentlichungen spezialisierten Plattenlabels „Historical Records“ und „Biograph Records“ sowie des 1970 von Richard K. Spottswood übernommenen Labels „Melodeon Records“.